# Fulginia
Fulginia, o Fulginium, actual Foligno, fue una antigua ciudad de la región de Umbría, en Italia, en la línea posterior de la Vía Flaminia, a unos veinte kilómetros al sur de Nuceria, actual Nocera Umbra.
Se considera que es una localidad de origen tardío, véase que por ejemplo no tiene murallas, pero se tiene en cuenta, sobre todo en época imperial, que gracias a su posición en la nueva línea de la Vía Flaminia, debió recibir un aumento en importancia como punto de partida a los caminos que dirigían a Perusia (actual Perugia) y Piceno. También parece que tenía un anfiteatro, además de tres puentes sobre el río Topino, también de época romana.
A unos cinco kilómetros al norte se encontraría Forum Flaminii, una comunidad independiente actualmente localizada en el pequeño pueblo de San Giovanni Profiamma, dentro del municipio de la actual Foligno, donde la nueva línea de la Vía Flaminia se uniría con la antigua, sería fundada por el constructor de la vía, Cayo Flaminio, cónsul del año 223 a. C.